# Сад Венеры
Сад Венеры — регулярный фруктовый сад в Петергофе между Большим прудом и Марлинским валом.

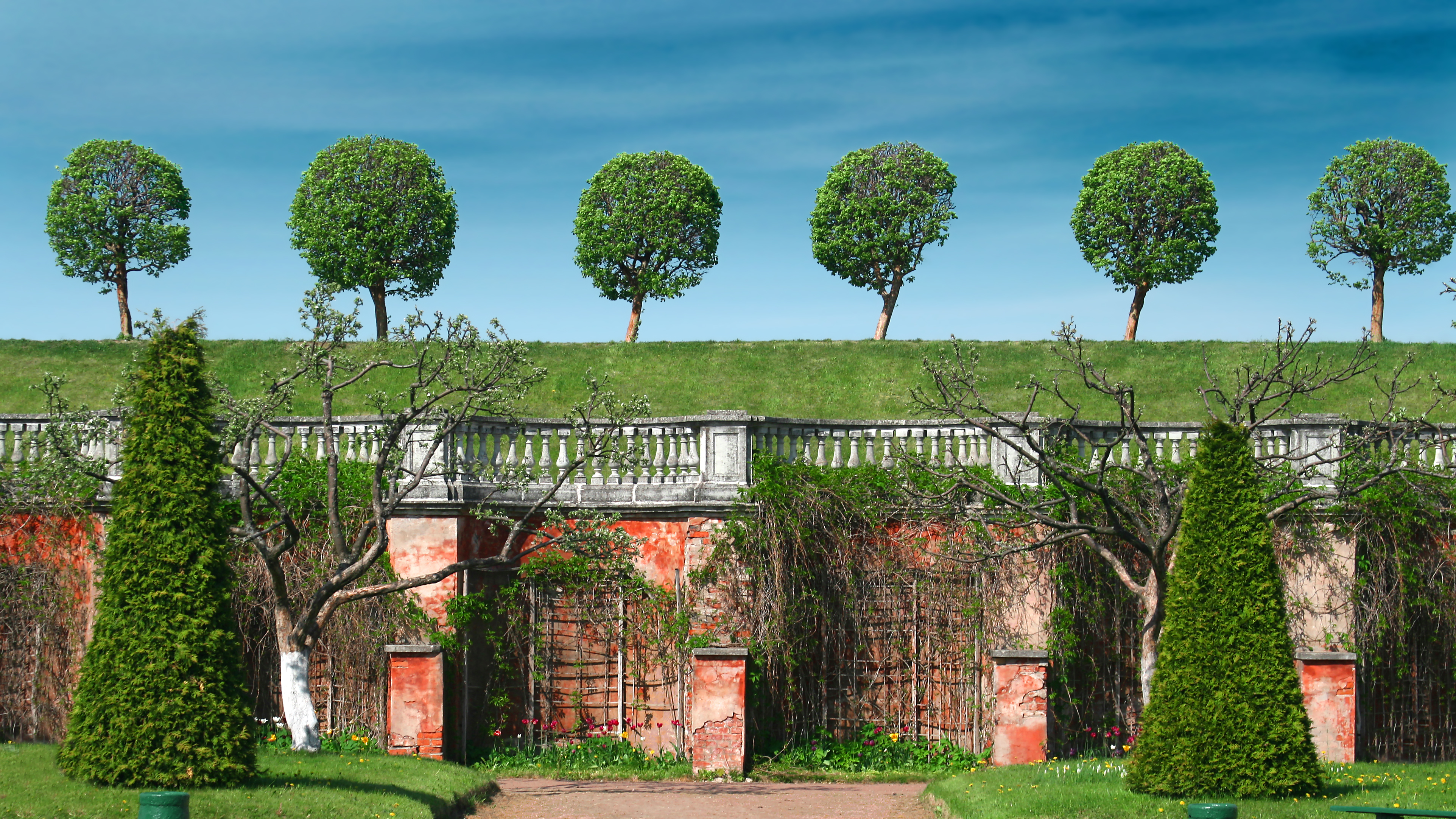
Подпорная стена, 2009 год

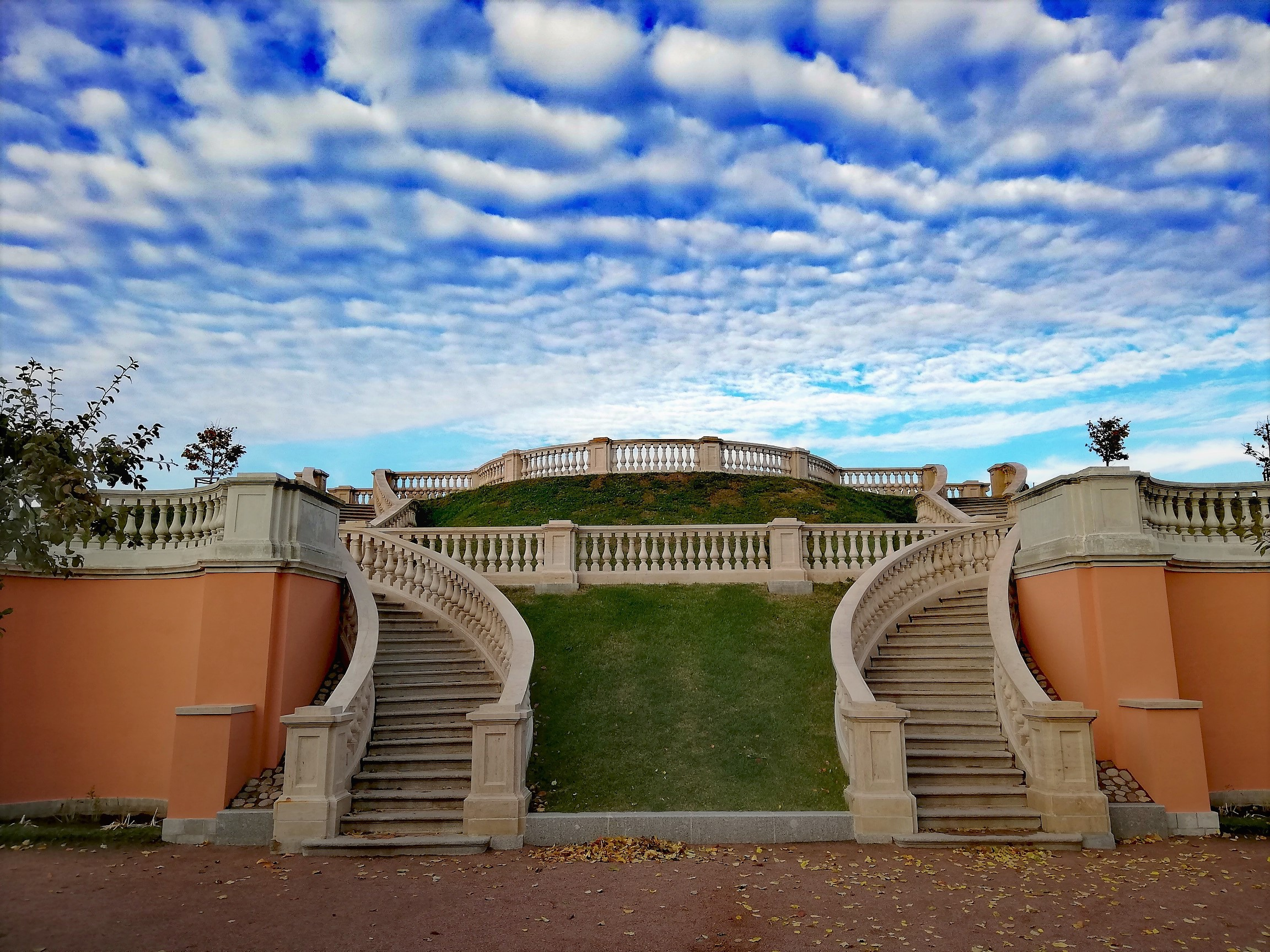
Центральная лестница, 2019 год

Марлинский вал закрывает сад от ветра с моря, его подпирает каменная стена высотой около 4 метров и 255 метров в длину, созданная по проекту И.-Ф. Браунштейна. На протяжении всей стены в ней сделаны полукруглые ниши. Концы стены закруглены, в них ниши сделаны большими и широкими, на них установлены мраморные вазы.
Землю для создания вала брали при создании Марлинского и Секторальных прудов. Основание стены было создано весной 1721 года, на всю стену ушло более 400 000 кирпича-железняка. В 1722 году стену оштукатурили и покрасили золотистой охрой, в 1723 году Браунштейн построил в середине верхней террасы вала беседку и две ведущие к ней фигурные лестницы с балюстрадами. В 1724 году у стены сделали балюстраду и карниз из плитного известняка, обработанного на Петергофской шлифовальной мельнице, осенью того же года со стороны моря вал укрепили фашинами и камнем, в то же время был распланирован сам сад.
Вдоль всего сада проходит аллея с площадками, на центральной из которых во времена Петра I стояла мраморная Венера. Сад расчерчен поперечными аллеями. В нишах были высажены вишни.
В 1725 году по проекту М. Г. Земцова, который одобрил ещё Пётр I, построили павильон с высокой кровлей, световым фонариком и шпилем, поднятый на четырёх колоннах впритык к стене — голубятню.
В 1760-х годах голубятню разобрали, вместо неё сделали дерновую лестницу, ведущую на вал, и дерновые канапе. На западе сада был сделан обсаженный елями лужок, также оборудованный дерновым диваном.
При ремонтах второй половины XVIII—XIX века балюстрады, лестница и беседка на вершине вала были утрачены. Капитальный ремонт вала состоялся после сильного наводнения в 1825 году. Капитальный ремонт стены в 1903 году провёл А. И. Семёнов, разобравший до основания правое крыло и левое — на треть.
Послевоенное восстановление сада, вала и стены было сделано по проекту В. С. Баниге, К. Д. Агаповой, Л. В. Гарагашьян и М. Н. Микишатьева. Геометрически правильная форма была возвращена саду при расчистке в 1973—1975 годах. При реставрации были сделаны заново плитный карниз, балюстрада и гранитные лестницы посередине и по краям. Планировка и посадки в саду были воссозданы по графическим и архивным материалам XVIII века в 1974—1978 годах.
В 1929 году в сад перенесли из Бельведера «Венеру Медицейскую» (копию с утраченного античного греческого оригинала IV—III веков до н. э. работы Тимарха и Кефисодота Младшего). Её установили на известняковый пьедестал, созданный в 1745—1746 годы П. Я. Серебряковым. В годы войны статую укрыли в тайнике, пьедестал оставили на месте, он был повреждён и отреставрирован после войны. Венеру после войны установили на «Золотой горе», вместо неё в саду Венеры поставили «Афину Джустиниани», перемещённую от павильона «Озерки». В 1978 году Афину заменили на мраморную «Венеру Медицейскую» середины XIX века, купленную у частного владельца, которая до этого была расположена в вестибюле Большого дворца около Дубовой лестницы.
До войны ниши Марлинского вала были украшены двумя вазами-амфорами на колонках из пудожского камня с каннелюрами; обе вазы и один из их пьедесталов были уничтожены.
В 1999 году в нишах подпорной стены Марлинского вала были поставлены две мраморные чаши, поступившие в Петергоф в 1931 году из Фонтанного дома. Изначально было получено шесть беломраморных ваз-кратеров, две из которых были с «ложками» по низу корпуса, и четыре — без; кратерами без «ложек» в 1927 году попарно украсили входы в Банный корпус, с 1947 года рядом со зданием было оставлено только две вазы. Вазы Марлинского вала стоят на мраморных пьедесталах, созданных в 1850 году В. Мадерни по рисунку А. И. Штакеншнейдера для Собственной дачи, в Петергоф их перенесли в 1929 году и сначала использовали для женских бюстов, стоящих рядом с памятником Петру I на Монплезирской аллее.
В июле 2020 года вандалы отбили Венере три пальца на левой руке. Статуя была отреставрирована уже в августе 2020 года.